# Sankt Thomas (Alta Áustria)
Sankt Thomas é um município da Áustria localizado no distrito de Grieskirchen, no estado de Alta Áustria.